# Финстра-Маттера, Кэти
Катарин Рут «Кэти» Маттера (англ. Katharen Ruth "Katie" Mattera), в девичестве Финстра (англ. Feenstra, род. 17 ноября 1982 года) — американская профессиональная баскетболистка и тренер, выступавшая в Женской национальной баскетбольной ассоциации. Была одной из самых высоких баскетболисток в истории ЖНБА (7-е место).

## Ранние годы
Маттера родилась в Гранд-Рапидсе, Мичиган. По окончании обучения в школе она поступила в Университет Либерти, где изучала физическую культуру. С 2001 по 2005 год Кэти выступала за женскую баскетбольную команду университета. Она трижды номинировалась на награду «игрок года» конференции Big South, приз Маргерет Уэйд, приз Джона Вудена и приз Нэйсмита. За время выступления она два сезона подряд (2004, 2005) была лидером NCAA по проценту реализации бросков с игры.

## Профессиональная карьера
Маттера была выбрана на драфте ЖНБА 2005 года клубом «Коннектикут Сан», но почти сразу же была обменяна в «Сан-Антонио Силвер Старз» на Марго Дыдек (самая высокая баскетболистка в истории ЖНБА). По итогам дебютного сезона 14 сентября 2005 года она была включена в сборную новичков ЖНБА.
22 февраля 2007 года она была обменяна в «Детройт Шок» на Рут Райли.
6 февраля 2008 года Маттера была выбрана на драфте расширения клубом «Атланта Дрим».

## Карьера тренера
8 мая 2012 года Маттера стала главным тренером женской баскетбольной команды университета Корнерстоун.